# Шеридан (Индијана)
Шеридан (енгл. Sheridan) град је у америчкој савезној држави Индијана.

## Демографија
По попису из 2010. године број становника је 2.665, што је 145 (5,8%) становника више него 2000. године.
| Група             | 2000.         | 2010.         |
| Белци             | 2.453 (97,3%) | 2.503 (93,9%) |
| Афроамериканци    | 14 (0,6%)     | 20 (0,8%)     |
| Азијати           | 7 (0,3%)      | 11 (0,4%)     |
| Хиспаноамериканци | 19 (0,8%)     | 88 (3,3%)     |
| Укупно            | 2.520         | 2.665         |